# Louis-Camille d'Olivier

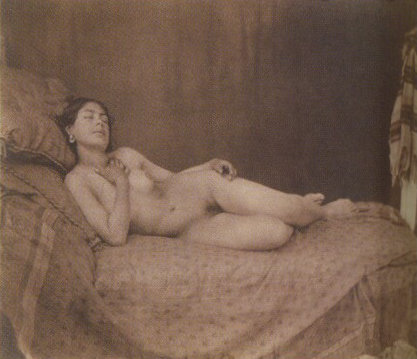
Louis-Camille d'Olivier: Akt

Louis-Camille d'Olivier (1827–1870) byl francouzský fotograf známý svými fotografiemi aktů.

## Sbírky, výstavy
- George Eastman House
- Francouzská národní knihovna (Bibliothèque nationale de France)

## Galerie

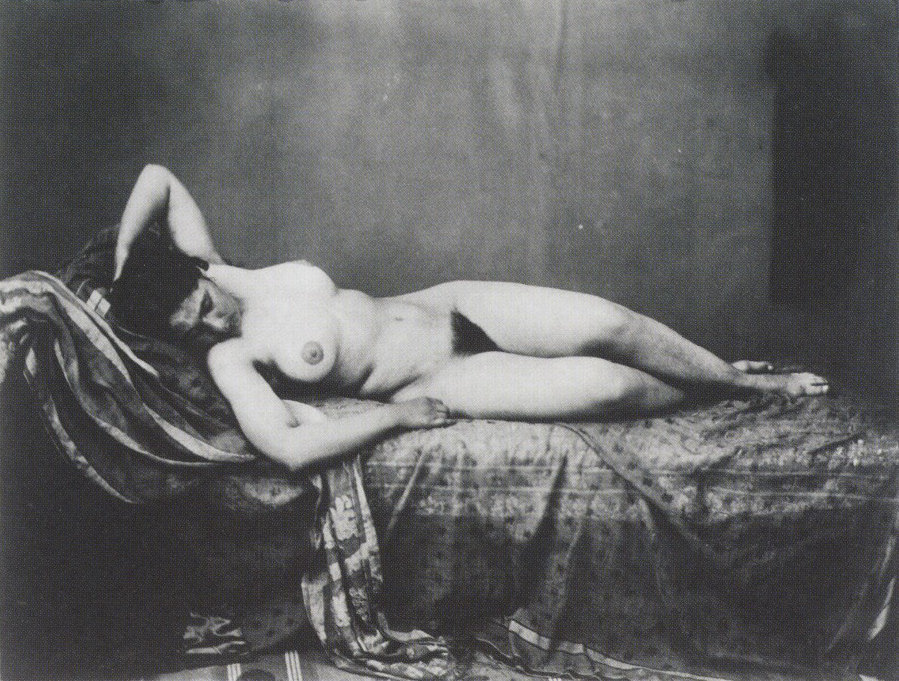
Studie aktu